# Drosophila torula
Drosophila torula är en tvåvingeart som beskrevs av Elmo Hardy 1965. Drosophila torula ingår i släktet Drosophila och familjen daggflugor.
Artens utbredningsområde är Hawaii.